# Municipio de Wildhorse (Kansas)
El municipio de Wildhorse (en inglés: Wildhorse Township) es un municipio ubicado en el condado de Graham en el estado estadounidense de Kansas. En el año 2010 tenía una población de 210 habitantes y una densidad poblacional de 1,53 personas por km².

## Geografía
El municipio de Wildhorse se encuentra ubicado en las coordenadas 39°20′1″N 99°41′38″O / 39.33361, -99.69389. Según la Oficina del Censo de los Estados Unidos, el municipio tiene una superficie total de 137.46 km², de la cual 137,42 km² corresponden a tierra firme y (0,03 %) 0,04 km² es agua.

## Demografía
Según el censo de 2010, había 210 personas residiendo en el municipio de Wildhorse. La densidad de población era de 1,53 hab./km². De los 210 habitantes, el municipio de Wildhorse estaba compuesto por el 93,81 % blancos, el 2,38 % eran afroamericanos, el 1,9 % eran asiáticos, el 0,48 % eran de otras razas y el 1,43 % eran de una mezcla de razas. Del total de la población el 1,9 % eran hispanos o latinos de cualquier raza.